# Aeropuerto McClellan-Palomar
El Aeropuerto McClellan-Palomar (IATA: CLD, OACI: KCRQ, FAA LID: CRQ) (en inglés:McClellan-Palomar Airport) es un aeropuerto  público localizado a 5 km (tres millas) al sureste del distrito financiero de Carlsbad, una ciudad del condado de San Diego, California, Estados Unidos. Es propiedad del Condado de San Diego y sirve a la parte norte del condado. El aeropuerto es usado principalmente para la aviación general, pero también es usado por dos aerolíneas comerciales.  Tiene los servicios básicos, incluido acceso a Internet, y hay planes para mejorar y expandir la terminal en la próxima década.
Aunque la mayoría de los aeropuertos de Estados Unidos usan las mismas tres letras de identificador de ubicación por la FAA e IATA, al aeropuerto McClellan-Palomar se le asignó CRQ por la FAA y CLD por IATA (en la que se le asignó CRQ a Caravelas, Brasil). El código identificador de OACI es KCRQ.
El aeropuerto se llama así por Gerald McClellan, un aviador y líder civil del norte del condado de San Diego.

## Instalaciones
El aeropuerto McClellan-Palomar cubre 189 ha (466 acres) y tiene una pista de asfalto, 6/24, de 1493 m × 46 m (4897 pies × 150 pies). El aeropuerto también tiene un helipuerto de asfalto de 12 x 15 m (40 por 50 pies).
En el año que finalizó el 31 de diciembre de 2021, el aeropuerto tuvo 140,451 operaciones de aeronaves, un promedio de 385 por día: 93% aviación general, 6% taxi aéreo, <1% comercial programado y <1% militar. En ese momento, 284 aeronaves tenían base en este aeropuerto: 164 monomotores, 79 jets, 26 multimotores, 14 helicópteros y 1 planeador.
El 29 de enero de 2009 abrió una terminal de 24 millones de dólares.
A partir del 26 de octubre de 2010, las tarifas de estacionamiento de largo plazo del Aeropuerto Palomar (máximo de 30 días) aumentaron de $3 a $5 por día.

## Aerolíneas y destinos
| Aerolíneas     | Destinos                                                              |
| -------------- | --------------------------------------------------------------------- |
| Advanced Air   | Estacional: Mammoth Lakes                                             |
| American Eagle | Phoenix–Sky Harbor                                                    |
| JSX            | Las Vegas, Oakland, Scottsdale Estacional: Monterey, Reno/Tahoe, Taos |